# 다함께 찬찬찬
《다함께 찬찬찬》은 찬송가와 복음성가에 숨겨진 특별한 이야기를 만나고, 전세대가 함께 부르는 CTS기독교TV의 찬양 프로그램이다.

## MC
- 최윤영= 아나운서

- 오화평= 교수